# دودمان بابنبرگ

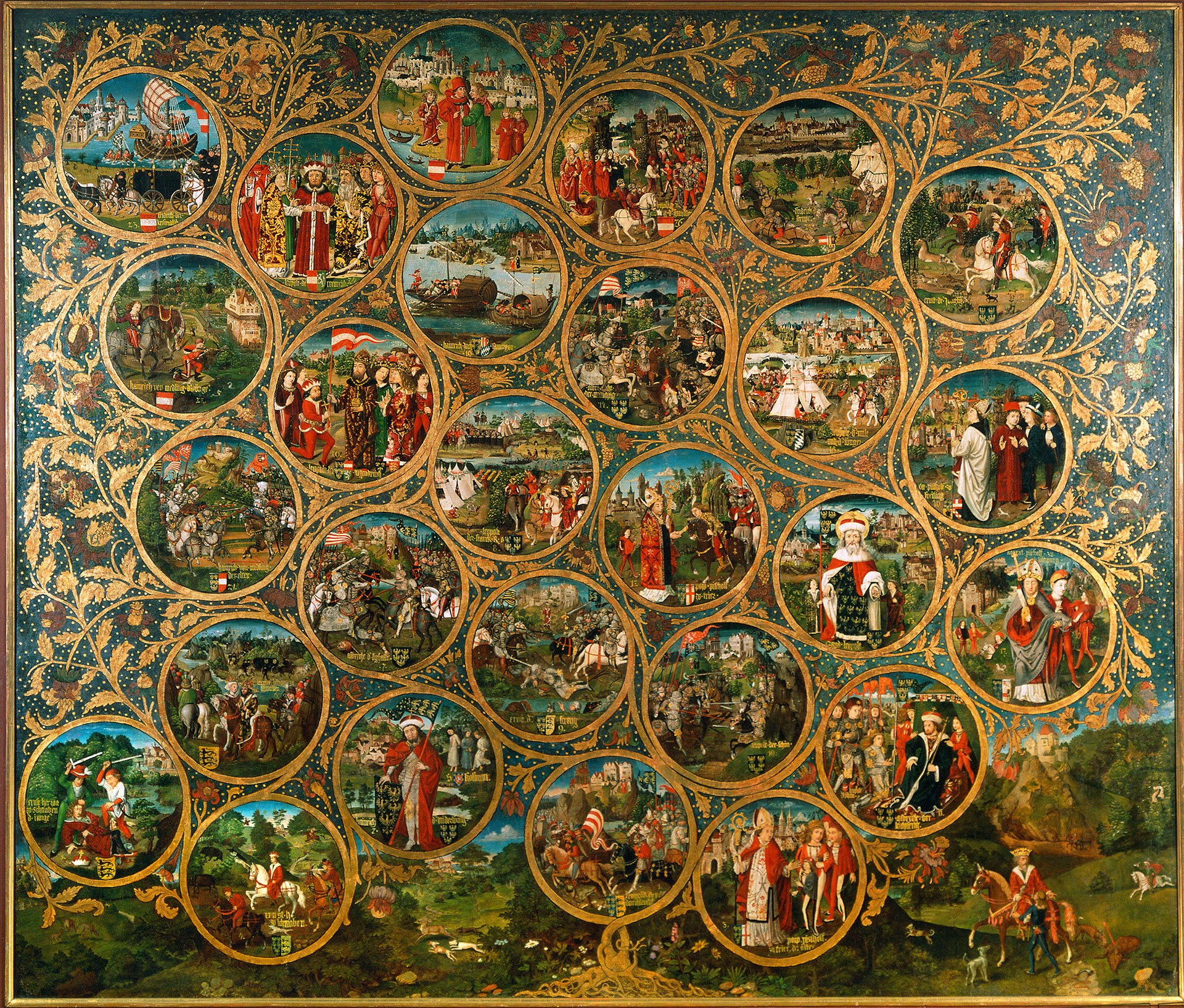
شجره‌نامهٔ تصویری دودمان بابنبرگ در کلوسترنویبورگ

دودمان بابنبرگ (به آلمانی: Babenberger) خاندانی بودند که میان سال‌های ۹۷۶ تا ۱۲۴۶ میلادی بر اتریش فرمان‌می‌راندند. اینان در اصل از بامبرگ در فرانکونی (بایرن کنونی) بودند. بابنبرگ‌ها گروهی از کنت‌ها، دوک‌ها و مارگراف‌ها بودند که در منطقهٔ دانوب در اوبراسترایش، نیدراسترایش و اشتایرمارک حکومت داشتند. 